# 武連元
武連元（1937年8月—），回族，吉林長春人。東北工學院自動控制系自動化專業畢業，大學學歷。1960年2月參加工作，高級工程師，中華人民共和國政府官員。

## 生平
1956年9月至1962年1月在東北工學院自動控制系自動化專業學習(其間：1960年2月至1961年5月在自動控制系無線電教研室任教師)。
1962年1月至1969年4月任第二機械工業部二院技術員、工種負責人、組長、團總支部書記、政治指導員。1964年10月加入中國共產黨。1969年4月至1973年2月在二機部湖北五七幹校、紡織部湖南五七幹校勞動，任湖南邵陽第二紡織機械廠工具車間副政治指導員、黨支部副書記、政治指導員。
1973年2月至1982年11月任二機部二院二處政工組幹事、副組長，二處處直機關黨支部書記，二處黨總支部副書記、工程師兼四室黨支部書記，二院七室主任兼黨支部書記。1982年11月至1985年8月任核工業部二院黨委常務副書記、書記，核工業部幹部司司長。1985年8月任核工業部副部長、黨組成員。1986年4月任中共中央統戰部副部長兼機關黨委書記。1992年5月任中共中央組織部副部長。1997年8月任中共中央直屬機關工委副書記（正部長級）。2003年3月至2008年3月任第十屆全國人民代表大會民族委員會副主任委員。
中共第十五屆中央候補委員。第六屆、七屆、八屆全國政協委員。第十屆全國人大常委會委員。